# Hrvatsko zajedništvo
 Ovo je glavno značenje pojma Hrvatsko zajedništvo. Za druga značenja pogledajte Hrvatsko zajedništvo Herceg-Bosne.
Hrvatsko zajedništvo je naziv za koaliciju hrvatskih stranaka u Bosni i Hercegovini za izbore 2006. godine koje su činile oporbu HDZ-u BiH, a koji je nasuprot toj koaliciji oblikovao tzv. Hrvatsku koaliciju.
Hrvatsko zajedništvo činili su HDZ 1990, kao predvodnik, zatim HD, HSS BiH, HKDU BiH i HDU. Prethodnik koalicije bila je Hrvatska koalicija za promjene, sklopljena u Mostaru 20. prosinca 2005., a koju su činili HDU, HKDU BiH, HSS BiH i HD te joj se je nakon raskola HDZ-a BiH priključio HDZ 1990. Na parlamentarnim izborima 2006. postigli su djelomičan uspjeh.
Razilaženjem s HDZ-om 1990 Hrvatski demokršćani pokreću nakon izbora 2006. ponovo koaliciju Hrvatsko zajedništvo, ali sada bez HDZ-a 1990 i HKDU-a BiH. Koaliciji prilaze još neke manje stranke i odvojene stranačke frakcije, ali ubrzo sve propada. Ime koalicije preuzimaju 2008. Hrvatski demokršćani kao svoje novo stranačko ime (Hrvatsko zajedništvo Herceg-Bosne).